# 호라이즌 유럽
호라이즌 유럽은 유럽연합이 주관하는 7년 과학 연구 계획으로서, 호라이즌 2020과 프레임워크 프로그램의 후신 계획이다. 유럽 연합 집행위원회은 본 계획을 통해서 2021년부터 2027년 동안 유럽연합의 과학 연구 수준을 50% 정도 올리려는 목표를 갖고 있다.

## 호라이즌 유럽의 유럽연합 회원국
| - 오스트리아 - 벨기에 - 불가리아 - 크로아티아 - 키프로스 - 체코 - 덴마크 | - 에스토니아 - 핀란드 - 프랑스 - 독일 - 그리스 - 헝가리 - 아일랜드 | - 이탈리아 - 라트비아 - 리투아니아 - 룩셈부르크 - 몰타 - 네덜란드 - 폴란드 | - 포르투갈 - 루마니아 - 슬로바키아 - 슬로베니아 - 스페인 - 스웨덴 |

## 예산
2021년부터 7년간 995억 유로를 지원하는 거대 연구사업이며, 해당 예산은 과학 및 기술 혁신에 대한 실질적인 연구의 기반을 마련하는 데 사용된다.

## 구체적 계획
호라이즌 유럽은 크게 3가지 사업으로 구분되며, 이들은 필러 1,2,3로 나뉘어져 있다. 필러1는 인력교류 및 기초연구, 필러2는 글로벌 도전 및 산업 경쟁력 강화, 필러3은 기술혁신 생태계 구축 성격의 사업이다. 이번 계획은 세가지 필러들 중에서 필러 2를 중점으로 두고 있다. 필러 2는 본 계획에서 제일 중요하게 고려되는 분야이며, 기후, 에너지, 디지털 경제, 보건 등을 다루는, 535억 유로의 예산이 책정된 동 프로그램의 최대 협력 분야이기도 하다.
호라이즌 유럽은 또한 5가지 목표를 갖고 있다. 첫 번째는 지구적 기후변화의 완화 및 적응, 두 번째는 암 극복, 세 번째는 해양, 하천 등 수자원관리, 네 번째는 기후중립적 스마트시티 조성, 마지막으로 다섯 번째는 토양관리를 위한 체계적이고 혁신적인 정책, 기술적 솔루션 개발이다.

## 준회원국
호라이즌 유럽은 유럽연합 회원국 외에도 비회원국들에게 기회를 제공하고 있다. 준회원국으로 가입하기 위해서는 우수한 과학기술 역량을 보유하고 개방경제, 지재권 보호 등을 충족해야 한다. 기준을 충족하는 제3국은 EU 집행위와 가입 협상을 진행하게 된다.
| 준회원국             | 준회원국        | 준회원국               | 준회원국            |
| 국가                 | 가입            | 비고                   | 참고                |
| -------------------- | --------------- | ---------------------- | ------------------- |
| 알바니아             | 2022년 7월      |                        | [ 7 ]               |
| 아르메니아           | 2021년 11월     |                        | [ 7 ] [ 8 ]         |
| 보스니아헤르체고비나 | 2021년 12월     |                        | [ 7 ]               |
| 캐나다               | 가입 협상 중    | 필러2 한정             | [ 7 ]               |
| 페로 제도            | 2022년 6월      |                        | [ 7 ]               |
| 조지아               | 2021년 12월     |                        | [ 7 ] [ 9 ]         |
| 아이슬란드           | 2021년 10월     |                        | [ 7 ]               |
| 이스라엘             | 2021년 12월     |                        | [ 7 ] [ 10 ]        |
| 코소보               | 2021년 12월     |                        | [ 7 ]               |
| 몰도바               | 2021년 11월     |                        | [ 7 ]               |
| 모로코               | 가입 협상 중    |                        | [ 7 ]               |
| 몬테네그로           | 2021년 12월     |                        | [ 7 ]               |
| 뉴질랜드             | 2022년 12월     | 필러2 한정             | [ 7 ] [ 11 ]        |
| 북마케도니아         | 2021년 12월     |                        | [ 7 ]               |
| 노르웨이             | 2021년 10월     |                        | [ 7 ]               |
| 세르비아             | 2021년 12월     |                        | [ 7 ]               |
| 튀니지               | 2022년 7월      |                        | [ 7 ]               |
| 튀르키예             | 2021년 1월      |                        | [ 7 ] [ 12 ]        |
| 우크라이나           | 2021년 1월      | 제3 준회원국 지위 부여 | [ 7 ] [ 13 ] [ 14 ] |
| 영국                 | 2024년 1월      | EIC 펀드 프로그램 외   | [ 7 ] [ 15 ]        |
| 대한민국             | 2024년 3월 25일 | 필러2 한정             | [ 16 ] [ 17 ]       |

그리고 현재 다음과 같은 국가들이 준회원국 협상을 앞두고 있다.
| 국가     | 비고 | 참고         | 비고 |
| -------- | ---- | ------------ | ---- |
| 호주     |      | [ 18 ]       |      |
| 일본     |      | [ 18 ]       |      |
| 싱가포르 |      | [ 18 ]       |      |
| 스위스   |      | [ 7 ] [ 19 ] |      |